# Ciegerné Novák Veronika
Novák Veronika (1973–) magyar történész, az ELTE Bölcsészettudományi Kar Középkori és Kora Újkori Egyetemes Történeti Tanszék habilitált egyetemi docense.

## Életútja
Felsőfokú tanulmányait történelem-francia szakon végezte az Eötvös Loránd Tudományegyetem Bölcsészettudományi Karán. 2004-ben doktorált, 2015-ben habilitált. 2005-től oktat az ELTE BTK Középkori és Kora Újkori Egyetemes Történeti Tanszékén.

### Kutatási területe
- 15-16. századi francia városi (párizsi) információáramlás
- Társadalmi térhasználat és bűnözés kutatása, elsősorban városi naplók és peres anyagok alapján[2]

### Családja
Házastársa Cieger András történész.

## Fontosabb művei[4]
- Le corps du condamné et le tissu urbain, HISTOIRE URBAINE 47: pp. 149–166.
- Megszentelt útvonalak - megszerzett útvonalak. Körmeneti térhasználat és hatalom a 15-16. századi Párizsban, SZÁZADOK 150: (2)  pp. 407–430.
- Halál Párizsban - elmúlás és erőszak a 15-16. századi francia krónikákban, In: Szerk.: Gálffy László, Szerk.: Sáringer János Fehér Lovag: tanulmányok Csernus Sándor 65. születésnapjára. Szeged: Lazi Könyvkiadó; SZTE BTK Középkori Egyetemes Történeti Tanszék, 2015. pp. 162–174.
- Az elítélt teste és a város szövete., In: Szerk.: Gyimesi Emese, Szerk.: Lénárt András, Szerk.: Takács Erzsébet A test a társadalomban: a Hajnal István Kör Társadalomtörténeti Egyesület 2013. évi sümegi konferenciájának kötete. Budapest: Hajnal István Kör Társadalomtörténeti Egyesület, 2015. pp. 321–335. (Rendi társadalom – polgári társadalom; 27.)
- Sárkány a porcelánboltban: Luxemburgi Zsigmond és a párizsi ceremóniák, In: Szerk.: Györkös Attila, Szerk.: Kiss Gergely Francia-magyar kapcsolatok a középkorban. Debrecen: Debreceni Egyetemi Kiadó, 2013. pp. 253–269. (Speculum Historiae Debreceniense; 13.)
- Az erőszak topográfiája hétköznapi térhasználat a 15-16. századi párizsi bűnesetekben, KORALL: TÁRSADALOMTÖRTÉNETI FOLYÓIRAT 12: (45)  pp. 59–79.
- Parcours urbains – représentation de l’espace aux 13e-17e siècles à travers les « Rues de Paris »., HISTORIA URBANA 19:  pp. 85–103.
- A térhasználat kutatása - módszerek és lehetőségek, URBS: MAGYAR VÁROSTÖRTÉNETI ÉVKÖNYV 4: (1)  pp. 11–33.
- Hírek, hatalom, társadalom, Budapest: Gondolat Könyvkiadó; Infonia, 2007.

## Díjak, kitüntetések
- Eötvös Loránd Tudományegyetem - Rektori Kiválósági Különdíj (2016)[5]